# Melbourne Rectangular Stadium
Melbourne Rectangular Stadium (AAMI Park) – stadion sportowy, położony w Melbourne w kompleksie sportowym Melbourne Sports and Entertainment Precinct. Mecze na tym stadionie rozgrywają dwie drużyny piłkarskie: Melbourne City FC i Melbourne Victory oraz zespoły rugby Melbourne Storm i Melbourne Rebels. Początkowo stadion projektowany był na 20 000–25 000 miejsc, lecz ostateczna pojemność obiektu wyniosła 31 500 (z możliwością rozbudowy do 50 000).